# Moon Sook
Oh Kyung-sook (Hangul: 오경숙) conocida artísticamente como Moon Sook (Hangul: 문숙), es una actriz de televisión, cine y teatro surcoreana.

## Biografía
En 1977 se fue de Corea, en ese tiempo vivió en Maui, Florida, Santa Fe, Nueva York, Massachusetts y en Connecticut, sin embargo después de casi 38 años regresó a Corea.
En 1974 se casó en secreto con el director surcoreano Lee Man-hee (quien era 23 años mayor que ella), sin embargo el matrimonió terminó en 1975 luego de la muerte de Man-hee por cirrosis hepática.

## Carrera
Es miembro de la agencia "SSGG Company" (더블에스지컴퍼니, también conocida como "Double SG Company").
En 1975 Sook se alejó de la vista del público, sin embargo regresó a los 61 años.
Poco después en agosto de 2015 se unió al elenco secundario de la película The Beauty Inside, donde interpretó a la madre de Kim Woo-jin (Park Seo-joon).
En marzo de 2017 se unió al elenco recurrente de la serie Tunnel, donde dio vida a la psicóloga Hong Hye-won, la presidenta de la Universidad de Hwayang.
El 4 de agosto de 2018 realizó su primera aparición especial durante el penúltimo episodio de la serie surcoreana Life on Mars, donde interpretó a Kim Mi-yeon, la madre del científico forense Han Tae-joo (Jung Kyung-ho).
En octubre del mismo año se unió al elenco recurrente de la serie Matrimonial Chaos (también conocida como "Best Divorce"), donde dio vida a Go Mi-sook, la abuela de Jo Seok-moo (Cha Tae-hyun).
En mayo de 2020 se unió al elenco recurrente de la serie Old School Intern (también conocida como "Kkondae Intern"), donde interpretó a Ok-kyung, una interna de "Anastasia".
El 28 de noviembre del mismo año se unió al elenco recurrente de la serie The Uncanny Counter, donde dio vida a Wi-gen, la líder en el límite entre el más allá y el mundo de los vivos y la compañera de So-moon (Jo Byung-gyu), hasta el final de la serie el 24 de enero de 2021.

## Filmografía

### Series de televisión
| Año     | Título                             | Personaje              | Notas                                  |
| ------- | ---------------------------------- | ---------------------- | -------------------------------------- |
| 1975    | White Rose (하얀 장미)             | -                      |                                        |
| 1977    | 청실홍실                           | -                      |                                        |
| 2016    | Memory                             | Hwang Tae-sun          |                                        |
| 2016    | Age of Youth (Hello, My Twenties!) | Propietaria            | (aparición especial)                   |
| 2017    | Tunnel                             | Psic. Hong Hye-won     |                                        |
| 2017    | Rebel: Thief Who Stole the People  | -                      |                                        |
| 2018    | Life on Mars                       | Kim Mi-yeon            | (ep. 15-16) - (aparición especial)     |
| 2018    | The Beauty Inside                  | -                      | (aparición especial)                   |
| 2018    | Matrimonial Chaos                  | Go Mi-sook             |                                        |
| 2018    | Priest                             | Lee Hae-min            | (ep. #8-12, 16) - (aparición especial) |
| 2018    | Just Dance                         | Abuela de Park Hye-jin | (ep. #8, 10) - (aparición especial)    |
| 2019    | Gogo Song                          | Yoo Soon-nyeo          |                                        |
| 2019    | Graceful Family                    | "Bruja de la leche"    | (ep. #4, 16) - (aparición especial)    |
| 2020    | Touch                              | Yoon Young hee         | (ep. #6) - (aparición especial)        |
| 2020    | Old School Intern                  | Ok-kyung               |                                        |
| 2020    | SF8: The Prayer                    | Madre de Yeon Jong-in  |                                        |
| 2020-21 | The Uncanny Counter                | Wi-gen                 |                                        |
| 2021    | Lovers of the Red Sky              | Sam Shin               | [ 10 ]                                 |
| 2023    | El naufragio de una diva           | Go San-hee             |                                        |

### Películas
| Año  | Título                        | Personaje                       | Notas                                                                                       |
| ---- | ----------------------------- | ------------------------------- | ------------------------------------------------------------------------------------------- |
| 1974 | A Girl Who Looks Like the Sun | In-young                        |                                                                                             |
| 1975 | A Triangular Trap             | Ji-seok                         |                                                                                             |
| 1975 | The Road to Sampo             | Baek-hwa                        | junto a Baek Il-seob, Kim Jin-kyu, Kim Ki-bum y Kim Yong-hak                                |
| 1976 | Where Is Miss Yeong?          | Nan-hyang                       |                                                                                             |
| 2015 | The Beauty Inside             | Madre de Kim Woo-jin            | junto a Han Hyo-joo, Park Seo-joon Lee Geung-young, Seo Kang-joon y Yoo Yeon-seok           |
| 2018 | Keys to the Heart             | Bok-ja                          | junto a Lee Byung-hun, Youn Yuh-jung, Park Jung-min, Choi Ri y Hwang Seok-jeong             |
| 2018 | Herstory                      | Seo Gwi-soon                    | junto a Kim Hae-sook, Kim Hee-ae, Ye Soo-jung, Kim Jun-han, Lee Yong-nyeo y Kim Sun-young   |
| 2018 | Ode to the Goose              | Dueña del restaurante en Gunsan | aparición especial; junto a Park Hae-il, Moon So-ri, Park So-dam y Jung Jin-young           |
| 2019 | Svaha: The Sixth Finger       | Myung-hee                       | junto a Lee Jung-jae, Park Jung-min, Lee Jae-in, Jung Jin-young y Lee David                 |
| 2021 | Finding Angel                 | Ok-boon                         | junto a Park Sung-il, Lee Young-ah, Jeon Moo-song, Kim Hee-chang, Kim Jung-young y Kim Wook |

### Revistas / sesiones fotográficas
| Año | Título          | Notas |
| --- | --------------- | ----- |
| -   | Allure Magazine |       |

## Libros
| Año        | Título           | Notas |
| ---------- | ---------------- | ----- |
| 2010, 2015 | 문숙의 자연 치유 |       |
| 2011, 2015 | 문숙의 자연식    |       |
| 2010       | 마지막 한 해     |       |

## Premios y nominaciones
| Año  | Categoría                                                   | Premio                                                 | Trabajo               | Resultado |
| ---- | ----------------------------------------------------------- | ------------------------------------------------------ | --------------------- | --------- |
| 2021 | Best Supporting Actress in a Miniseries Genre/Fantasy Drama | 2021 SBS Drama Award                                   | Lovers of the Red Sky | Nominada  |
| 1975 | Best New Actress (신인여우상)                               | 14th Grand Bell Award                                  | Road to Sampo         | Ganó      |
| 1974 | Best New Actress (여자신인연기상)                           | 11th Korean Theater Film Award (제11회 한국연극영화상) | -                     | Ganó      |